# Cerovac Vukmanićki
Cerovac Vukmanićki is een plaats in de gemeente Karlovac in de Kroatische provincie Karlovac. De plaats telt 800 inwoners (2001).